# دوغلاس ارين
دوغلاس ارين هو طيار كندي، ولد في 28 مايو 1922 في Nanton, Alberta ‏ في كندا، وتوفي في 27 أغسطس 2011.